# Verdets
Verdets är en kommun i departementet Pyrénées-Atlantiques i regionen Nouvelle-Aquitaine i sydvästra Frankrike. Kommunen ligger i kantonen Oloron-Sainte-Marie-Est som tillhör arrondissementet Oloron-Sainte-Marie. År 2022 hade Verdets 304 invånare.

## Befolkningsutveckling
Antalet invånare i kommunen Verdets
| Referens: INSEE |